# Kvikkjokk
Kvikkjokk (en same de Lule Huhttán) est un village de montagne situé dans la commune de Jokkmokk, à 120 km au nord-ouest de Jokkmokk, dans le nord de la Suède. Le village est en particulier connu comme étant un important point d'accès vers les parcs nationaux Padjelanta et Sarek.